# Na skos
Na skos – siódmy album studyjny Izabeli Trojanowskiej, wydany 18 listopada 2016 roku przez wytwórnię Universal Music Polska. Album zawiera 10 utworów. Płytę promowały dwa single „Posłańcy wszystkich burz” i „Skos”.

## Lista utworów
Opracowano na podstawie materiału źródłowego:.
| Nr ścieżki        | Tytuł                      | Muzyka            | Słowa             | Długość utworu |
| ----------------- | -------------------------- | ----------------- | ----------------- | -------------- |
| 1                 | „Posłańcy wszystkich burz” | Jan Borysewicz    | Wojciech Byrski   | 3:18           |
| 2                 | „To nic, że Cię mam”       | Jan Borysewicz    | Wojciech Byrski   | 3:15           |
| 3                 | „Skos”                     | Jan Borysewicz    | Wojciech Byrski   | 3:42           |
| 4                 | „Ściany”                   | Jan Borysewicz    | Wojciech Byrski   | 3:36           |
| 5                 | „Mniej więcej”             | Jan Borysewicz    | Wojciech Byrski   | 3:09           |
| 6                 | „Słodkie tajemnice”        | Jan Borysewicz    | Wojciech Byrski   | 3:37           |
| 7                 | „Melancholia”              | Jan Borysewicz    | Wojciech Byrski   | 3:23           |
| 8                 | „Kocham ten świat”         | Jan Borysewicz    | Wojciech Byrski   | 2:47           |
| 9                 | „Zostań ze mną”            | Jan Borysewicz    | Wojciech Byrski   | 3:05           |
| 10                | „Po głowie”                | Jan Borysewicz    | Wojciech Byrski   | 3:47           |
| Łączny czas płyty | Łączny czas płyty          | Łączny czas płyty | Łączny czas płyty | 33:41          |

## Twórcy
Opracowano na podstawie materiału źródłowego:.
- Izabela Trojanowska – wokal
- Jan Borysewicz – muzyka, gitara, gitara basowa
- Rafał Paczkowski – produkcja, klawisze
- Przemek Nowak – mastering
- Wojciech Byrski – słowa
- Borys Synak – zdjęcia
- Sebastian Dziechciarz – zdjęcia